# 에벤인

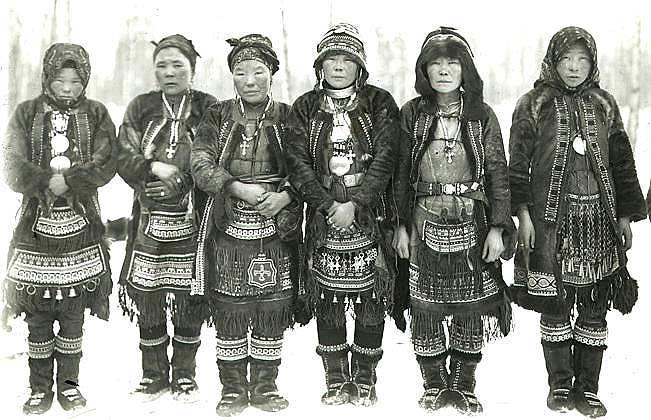
20세기 초 촬영된 에벤인 여인들

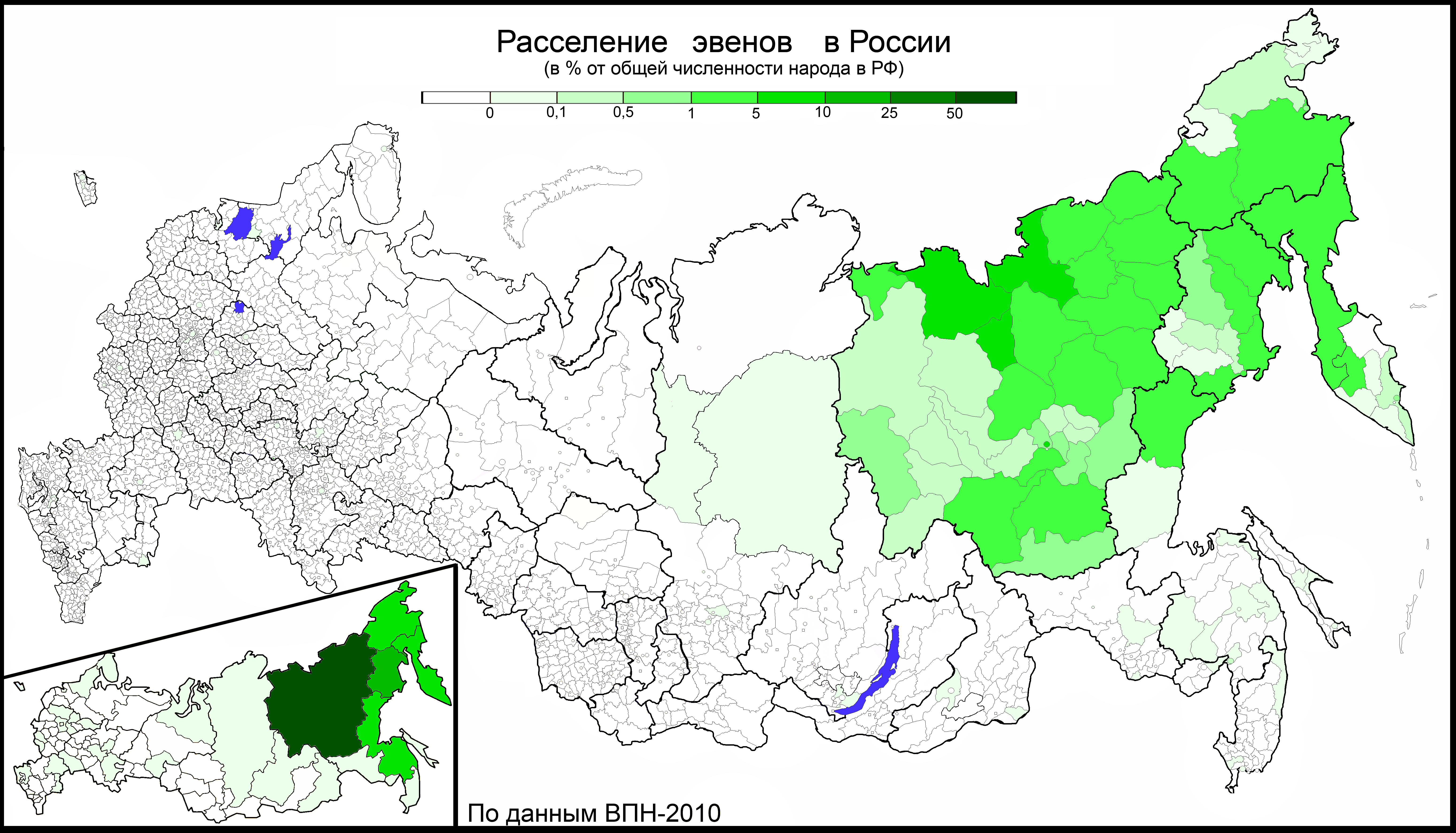
러시아 연방 내의 에벤인 분포

에벤인(러시아어: эвены)은 퉁구스족 중 하나로 시베리아 북동부에 사는 민족이다. 에벤어를 사용하며 역사적으로 샤머니즘을 믿었다. 유래나 문화상 에벤크인과 가까우며 함께 북방 퉁구스족으로 분류된다. 라무트인(Lamuts)이라는 이름으로도 알려져 있다.
러시아의 사하, 마가단, 하바롭스크, 추코트카, 캄차카 북부에 걸쳐 분포해 있다. 21세기 초 기준 인구는 약 2만명이다.